# TRNK-guanin15 transglikozilaza
TRNK-guanin15 transglikozilaza (EC 2.4.2.48, tRNK transglikozilaza, transferna ribonukleatna glikoziltransferaza, tRNK guanin15 transglikosidaza, TGT, transfer ribonukleinska kiselina guanin15 transglikozilaza) je enzim sa sistematskim imenom tRNK-guanin15:7-cijano-7-karbaguanin tRNK-D-riboziltransferaza. Ovaj enzim katalizuje sledeću hemijsku reakciju
guanin15 u tRNK + 7-cijano-7-karbaguanin {\displaystyle \rightleftharpoons } 7-cijano-7-karbaguanin15 u tRNK + guanin
Arhejski tRNK molekuli sadrže modifikovani nukleozid arhaeozin u poziciji 15. Arhejski enzim katalizuje razmenu guanina u poziciji 15 tRNK za bazu preQ0.

## Literatura
- Nicholas C. Price; Lewis Stevens (1999). Fundamentals of Enzymology: The Cell and Molecular Biology of Catalytic Proteins (Third изд.). USA: Oxford University Press. ISBN 019850229X.
- Eric J. Toone (2006). Advances in Enzymology and Related Areas of Molecular Biology, Protein Evolution (Volume 75 изд.). Wiley-Interscience. ISBN 0471205036.
- Branden C; Tooze J. Introduction to Protein Structure. New York, NY: Garland Publishing. ISBN 0-8153-2305-0.
- Irwin H. Segel. Enzyme Kinetics: Behavior and Analysis of Rapid Equilibrium and Steady-State Enzyme Systems (Book 44 изд.). Wiley Classics Library. ISBN 0471303097.

## Spoljašnje veze
- TRNA-guanine15+transglycosylase на 